# Filip Nepejchal
Filip Nepejchal (* 8. července 1999 Kolín) je český reprezentant ve sportovní střelbě, člen armádního klubu Dukla Plzeň. Střelbě se věnuje od devíti let, jeho vzorem je Matthew Emmons.
Zúčastnil se Letních olympijských her 2016, kde obsadil v disciplíně malorážka 3×40 ran 21. místo, v disciplíně malorážka 60 ran vleže 33. místo a v disciplíně vzduchová puška na 10 metrů 35. místo. Na mistrovství Evropy juniorů ve sportovní střelbě vyhrál malorážku na 3×40 ran v letech 2016 a 2017 a vzduchovou pušku v roce 2019, kdy také překonal evropský juniorský rekord. Vyhrál tři závody Světového poháru. Na Evropských hrách 2019 získal dvě bronzové medaile – v individuální soutěži a spolu s Anetou Brabcovou v soutěži dvojic. V libovolné malorážce obsadil čtvrté místo.
V roce 2017 byl zvolen nejlepším juniorem v anketě Sportovec roku (ex aequo s atletkou Michaelou Hrubou).